# Flättjärnen
Flättjärnen är en sjö i Ovanåkers kommun i Hälsingland och ingår i Dalälvens huvudavrinningsområde. Sjön har en area på 0,104 kvadratkilometer och ligger 332,5 meter över havet. Sjön avvattnas av vattendraget Flätbäcken.

## Delavrinningsområde
Flättjärnen ingår i det delavrinningsområde (677695-149766) som SMHI kallar för Mynnar i Amungen. Medelhöjden är 340 meter över havet och ytan är 13,88 kvadratkilometer. Det finns inga avrinningsområden uppströms utan avrinningsområdet är högsta punkten. Flätbäcken som avvattnar avrinningsområdet har biflödesordning 3, vilket innebär att vattnet flödar genom totalt 3 vattendrag innan det når havet efter 295 kilometer. Avrinningsområdet består mestadels av skog (93 procent). Avrinningsområdet har 0,1 kvadratkilometer vattenytor vilket ger det en sjöprocent på 0,7 procent.